# Tata Motors
Tata Motors Limited  (v preteklosti TELCO - akronim za Tata Engineering and Locomotive Company) je indijska mednarodna korporacija, ki proizvaja avtomobile, kombije, tovornjake, avtobuse in gradbene stroje. Tata je 17. največji proizvajalec motornih vozil, 4. največji proizvajalec tovornjakov in 2. največji proizvajalec avtobusov na svetu. 

## Galerija
- Tata Indica
- Tata Nano - najcenejši avtomobil na svetu
- Tata avtomobil
- Tata Prima tovornjak
- Tata Marcopolo
- Tata TL pickup
- Tata Starbus
- Starejši Tata tovornjak
- Tata Ace minitovornjak